# Olivier Gérard

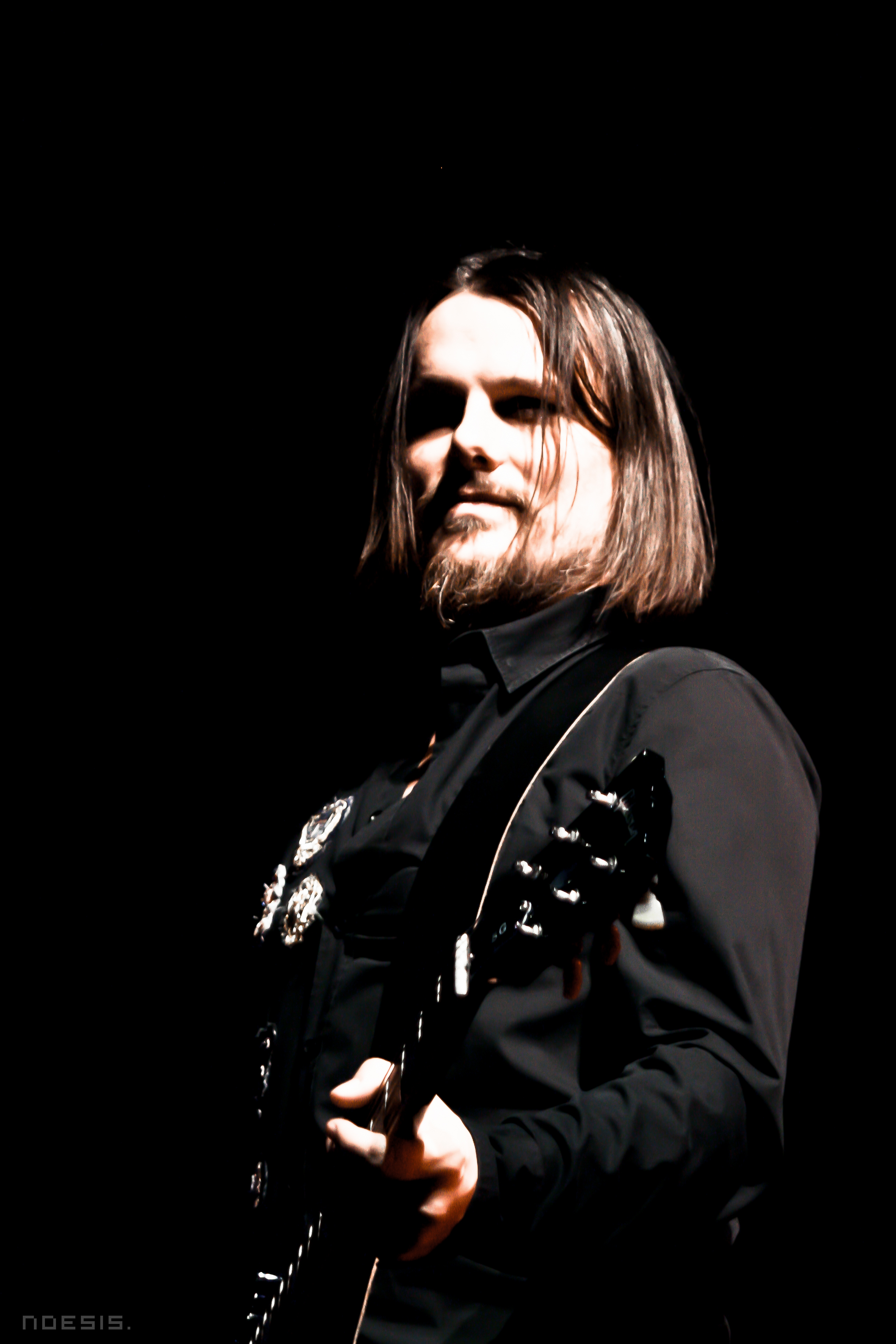
Olivier Gérard auf der Meteor Tour

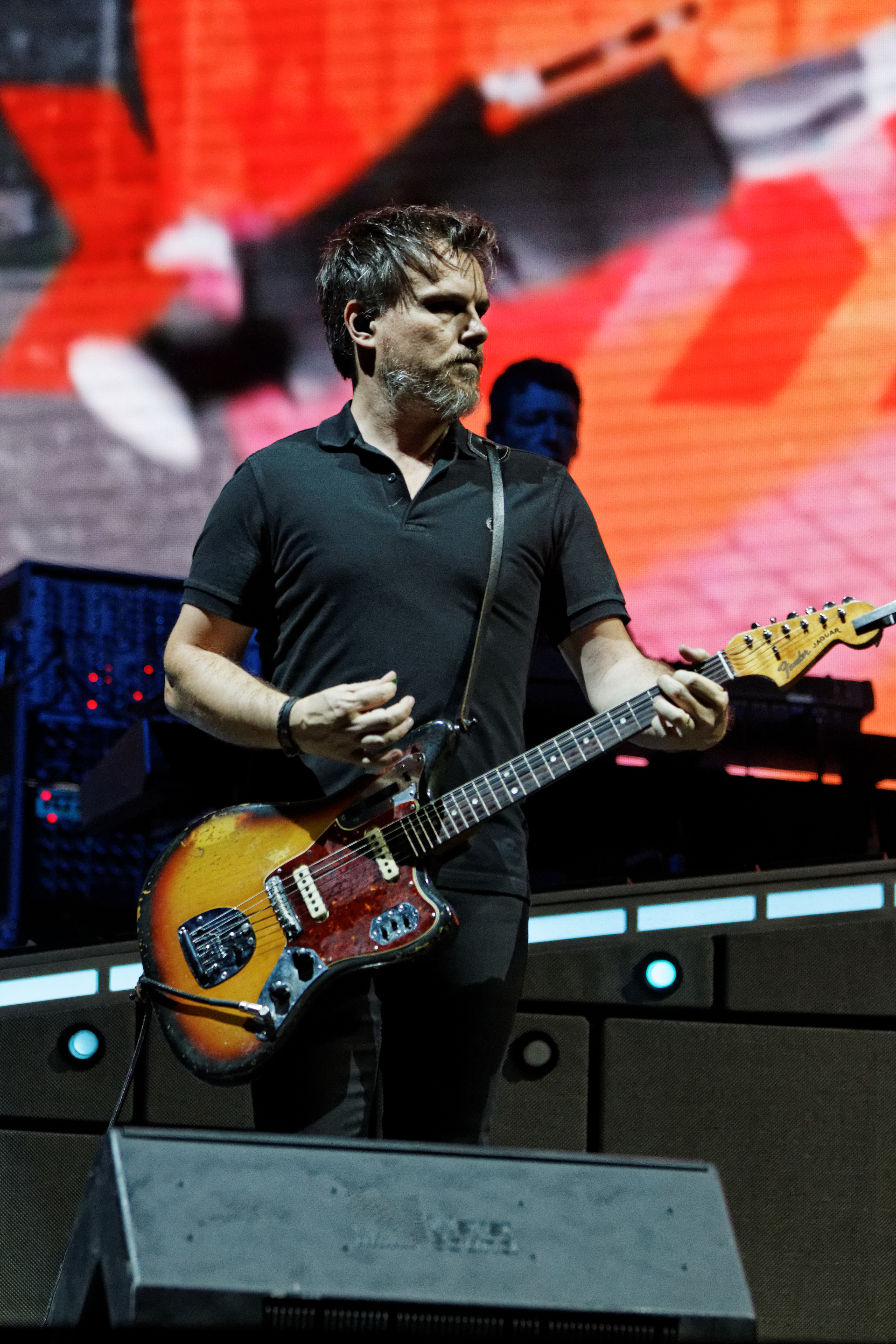
Olivier Gérard auf dem Festival des Vieilles Charrues 2014

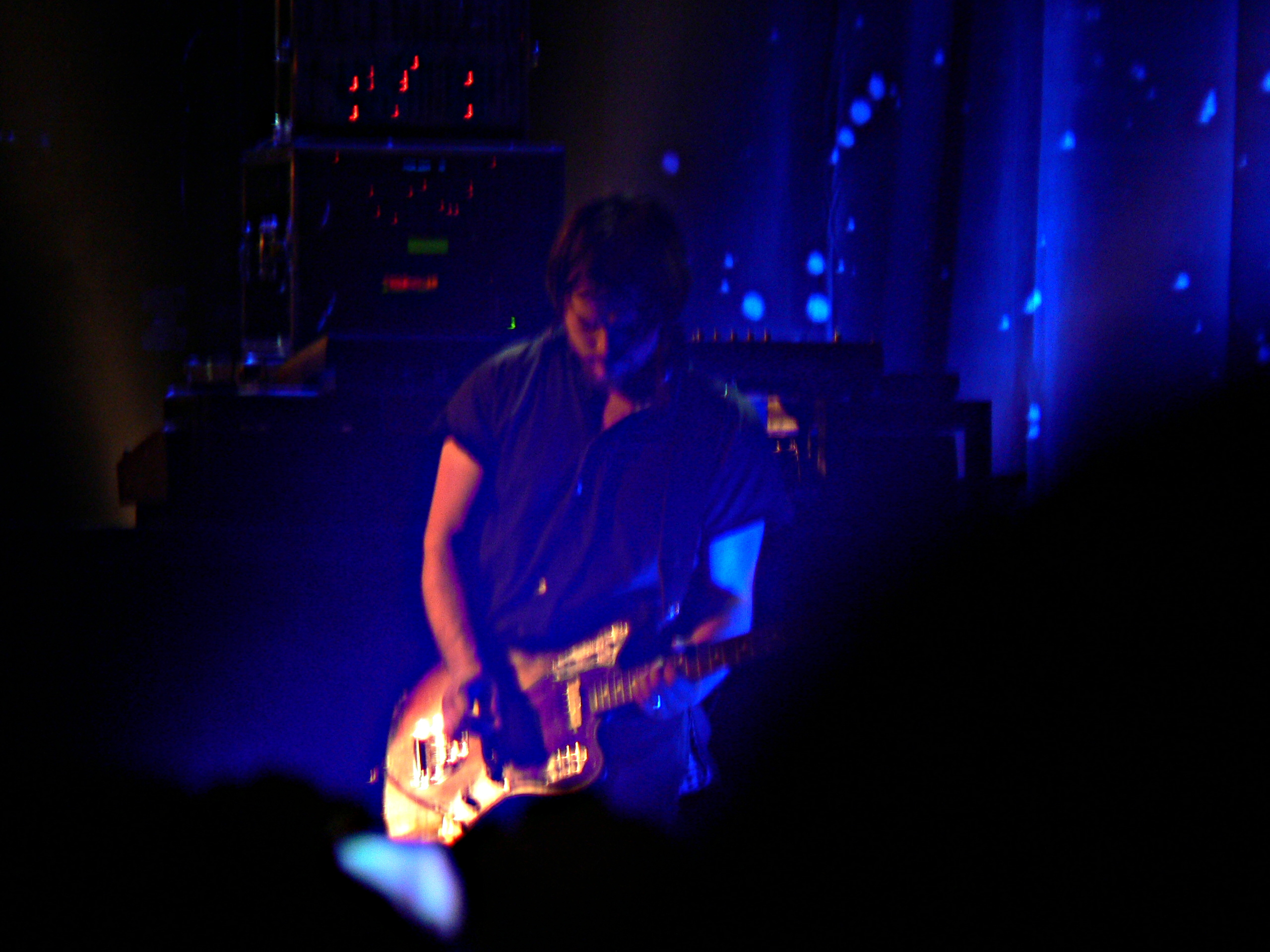
Oli de Sat im Olympia (Paris)

Olivier Gérard, Pseudonym oLi dE SaT (* 25. September 1973 in Nancy) ist ein französischer Gitarrist und einer der Komponisten der New-Wave-Rockgruppe Indochine.

## Leben
Gérard, zunächst selbst Fan der Band Indochine, schickt ab 1997 ein Dutzend Kassetten mit Remixen der Lieder der Band an Nicola Sirkis. Um ihn zu testen, schlagen Jean-Pierre Pilot und Nicola Sirkis ihm vor, Entwürfe der Songs Rose Song und Juste toi et moi für das Album Dancetaria zu machen. Die Entwürfe waren mehr als überzeugend und Gérard arrangierte schließlich das gesamte Album.
Ursprünglich war er für das Scrollen von Nicolas Prompter während der Tourneen verantwortlich, nahm aber schnell einen wichtigen Platz in der Band ein.
Er produzierte das Album Paradize und komponierte 11 der 15 Lieder. Seit der Paradize-Tournee 2002 tritt er auf der Bühne auf und produziert und komponiert zusammen mit Sirkis einen Großteil der Songs, die auf Indochines Alben zu finden sind.
Er ist mit Valérie Gérard verheiratet, einer Malerin/Illustratorin, die die zweite Ausgabe von Nicola Sirkis Buch Les Mauvaises Nouvelles illustrierte.

## Trivia
Sein Pseudonym, oLi dE SaT, kommt daher, dass er der Designer des Covers der Single Satellite ist. Seit der Veröffentlichung des Albums Alice & June trägt er auch den Spitznamen Le Chat sur Mars.